# Roman Hrdý

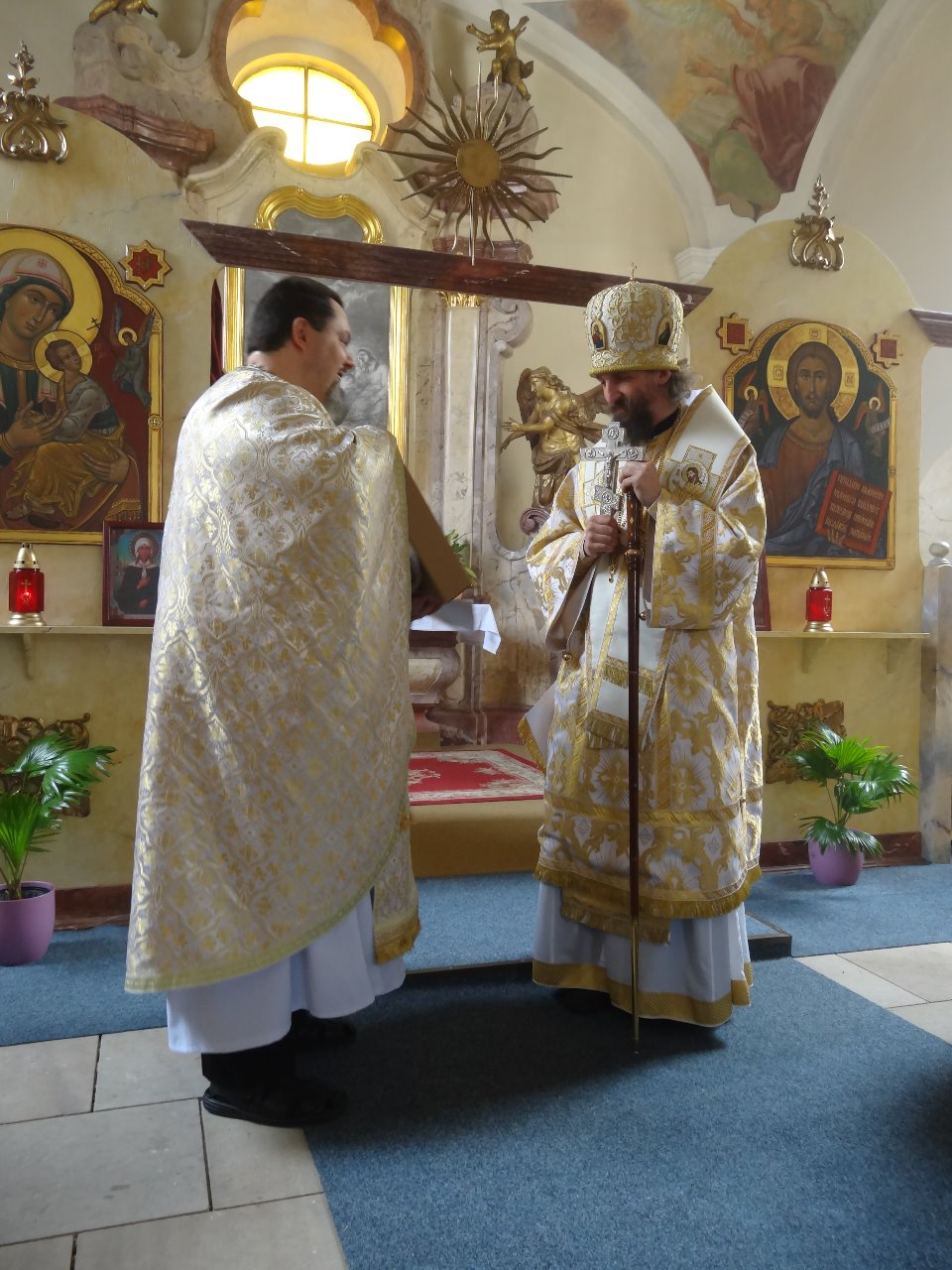
Arcibiskup Jáchym s žehnacím křížem a farář Miroslav Šantin v chrámu sv. Josefa v Roudnici nad Labem (2014)

Arcibiskup Jáchym (Joakim, světské jméno Mgr. Roman Hrdý; * 8. března 1973 Hodonín) je český pravoslavný biskup, bývalý arcibiskup pražský (2014-2015) a od roku 2015 titulární arcibiskup berounský.

## Životopis
Dětství a mládí prožil se svými rodiči v Kroměříži, kde v roce 1991 maturoval na gymnáziu. Po studiu pedagogiky (obor matematika a biologie) absolvoval civilní službu v pravoslavném klášteře. Následně studoval v Prešově a v Rusku teologii, ani jedno ze studií nedokončil, nemá tedy dosud řádně ukončené teologické vzdělání a tedy ani diplom bohoslovecké školy.[zdroj?]

### Kněžská činnost
Roku 1997 se stal v Trojicko-sergijevské lávře, nejvýznamnějším monastýru ruské církve, mnichem a roku 1999 byl vysvěcen na kněze. Roku 2003 se stal představeným Monastýru svatého Gorazda v Hrubé Vrbce, o který dodnes pečuje a snaží se pomoci s opravami sanitárního zařízení a celkově monastýr zvelebit.

### Biskupské svěcení a arcibiskupská intronizace
Dne 14. února 2009 byl v chrámu sv. Gorazda v Olomouci vysvěcen na titulárního biskupa hodonínského, vikárního (pomocného) biskupa olomoucko-brněnské eparchie. Ze své pozice později v rozporu s kánony odešel bez svolení. Dne 11. ledna 2014 byl Posvátným synodem, který v tomto nemá dle ústavy pravomoc, jmenován pravoslavným arcibiskupem pražským, toto jmenování bezprostředně poté potvrdil XIII. mimořádný Sněm Pravoslavné církve v Českých zemích a na Slovensku, což bylo právně neopodstatněné a irelevantní. Dne 1. února byl přesto v katedrálním chrámu svatých Cyrila a Metoděje v Praze intronizován na arcibiskupa pražského a českých zemí a ujal se úřadu.

### Spor o oprávněnost volby
Část věřících v čele s arcibiskupem Simeonem a přibližně 10 % duchovních v ČR odmítla jeho volbu uznat za platnou z důvodu evidentní nezákonnosti, kterou potvrdilo i Ministerstvo kultury. Ministerstvo kultury volbu rovněž neuznalo z důvodu porušení základního dokumentu církve (ústavy), jehož dodržování je podmínkou registrace církve, a proto je jako statutární zástupce české části pravoslavné církve MK ČR stále registrován správce eparchie archimandrita ThDr. Marek (Krupica) Th.D. Tento postup ministerstva se vladyka Jáchym spolu se svými právníky snaží zvrátit prostřednictvím argumentace, kterou ministerstvo odmítá. Další působení nezákonného arcibiskupa by mělo řešit eparchiální shromáždění Pražské eparchie dne 13. září 2014.

### Arcibiskup pražský
Pozici vladyky Jáchyma a Posvátného synodu Pravoslavné církve v českých zemích a na Slovensku plně uznává ruská, antiochijská, polská a (neprokazatelně) i rumunská církev. Neakceptoval ji a za nekanonickou (nezákonnou) ji považuje konstantinopolský patriarchát. Zbývajících osm místních pravoslavných církví se ke sporu otevřeně nevyjadřuje, některé církve ve spolupráci s MZV svého státu však vydaly pokyn, aby vladyka Jáchym nebyl zván na oficiální návštěvy (např. státní svátky). S biskupy československého synodu biskupové dalších autokefálních církví běžně slouží, církve nepřerušily eucharistické společenství, což ovšem nelze považovat za formální uznání volby vladyky Jáchyma. Současně s tím církve oficiálně nepotvrdily platnost volby (metropolity Rastislava a arcibiskupa Jáchyma), což je konvenční vyjádření neuznání volby.
Dne 22. listopadu 2014 arcibiskup Jáchym oznámil, že eparchiální shromáždění zvolilo nového pražského arcibiskupa igumena Michala Dandára a slíbil, že před intronizací nového arcibiskupa abdikuje.

### Arcibiskup berounský
Dne 13. března 2015 rezignoval na post arcibiskupa pražského a českých zemí, a stal se titulárním arcibiskupem berounským.